# 仏教絵画
- 仏教 > 仏教文化 > 仏教美術 > 仏教絵画

仏教絵画（ぶっきょうかいが）とは、仏教を題材とした絵画である。寺院の壁画、絹、紙、板に描いた絵画、版画等を含む。

## インドの仏教絵画
アジャンター石窟の壁画（5～6世紀頃が中心、中部インド）、シーギリアの壁画（6世紀、スリランカ）が有名である。

## 中央アジアの仏教絵画
バーミヤーン、キジル石窟、ミーラン遺跡、ベゼクリク等の仏教寺院遺跡には、石・土の壁を飾る壁画があり、ローマ、インド、中国など様々な様式の影響がある。

## 中国の仏教絵画
『歴代名画記』によると、唐代までは、壁画が中心であったようである。敦煌莫高窟からは、5世紀から12世紀の多数の壁画の他、幡（のぼり）に描いた仏画、経典の挿絵として巻子本の経典の冒頭に描かれた仏画が、敦煌文献と共に発見された。
敦煌石窟では、北魏代の5世紀頃には、仏伝と本生譚が多く制作された。唐代の7世紀頃から、各如来の浄土図（浄土変相図）が多くなる。
空海が東寺に将来した真言七祖像のうち5幅は、宮廷画家の李真などが制作した確実な唐代絵画（ACE806年頃）である。
- 李真、不空像

五代十国時代の前蜀では、貫休（zh:貫休）（832年 - 912年）の容貌魁偉な十六羅漢図が知られる。
遼初期の作品としては北宋画院様式の岩山寺（zh:岩山寺）（山西省）の壁画がある（ACE1167年）。
南宋時代の仏画は日本にも輸入され、永保寺所蔵の絹本着色千手観音図などが伝わっている。南宋時代以降には、禅宗寺院や文人官僚の趣味に合わせた、水墨画や白描画の仏教絵画も制作された。
- 牧谿　観音猿鶴図(大徳寺)、絹本水墨、南宋時代
- 呉彬（zh:吴彬）　五百羅漢図巻(クリーブランド美術館)、紙本淡彩、明時代後期

また、モンゴル族はチベット仏教を信仰していたため、元時代にチベット様式の仏教絵画が導入され、以後、明、清時代にも盛んに制作された。

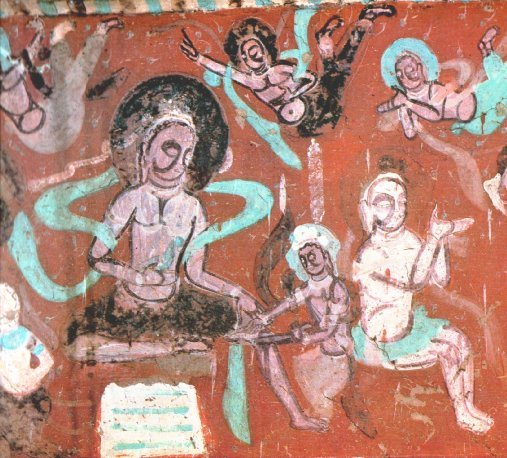
敦煌莫高窟 275号窟壁画 シビ王本生図 北涼時代
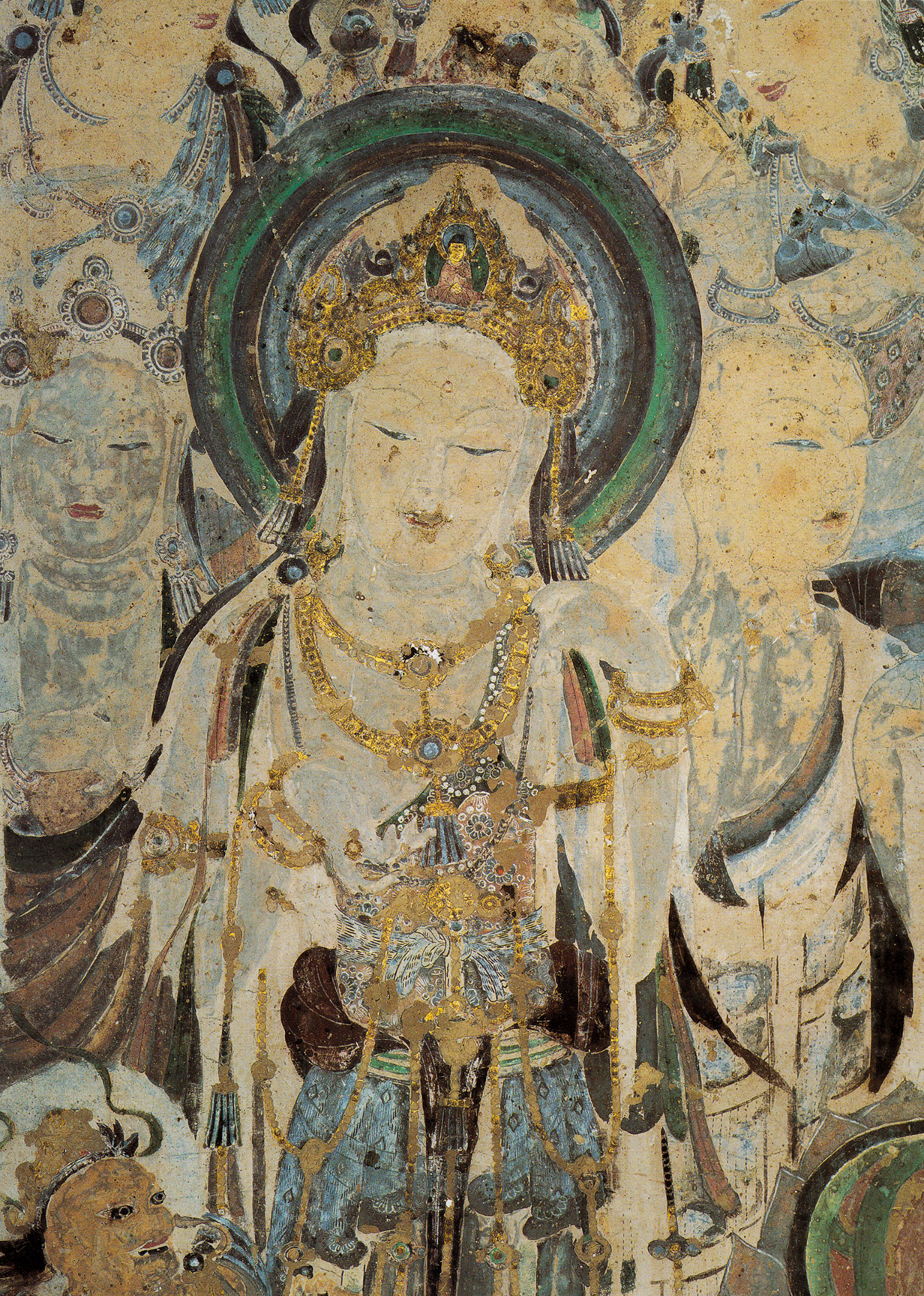
敦煌莫高窟 57窟壁画 観音菩薩像 唐時代

## チベットの仏教絵画
壁画、並びにタンカと呼ばれる礼拝儀式に使用する曼荼羅・仏画がある。

## 朝鮮の仏教絵画
- 高麗仏画

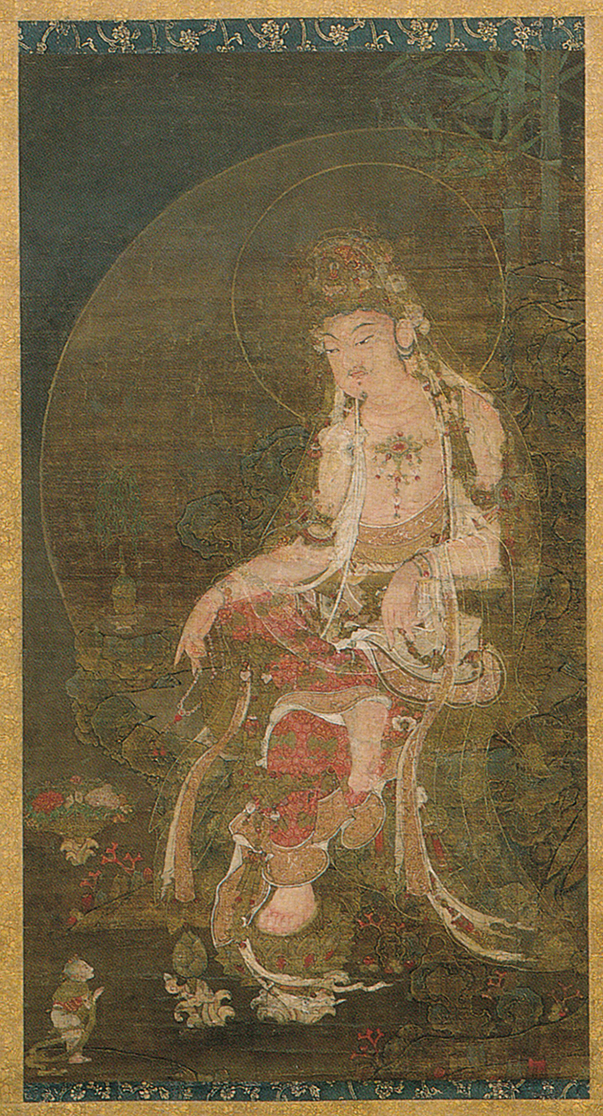
水月観音 高麗時代 ギメ東洋美術館

## 日本の仏教絵画

### 飛鳥時代～奈良時代

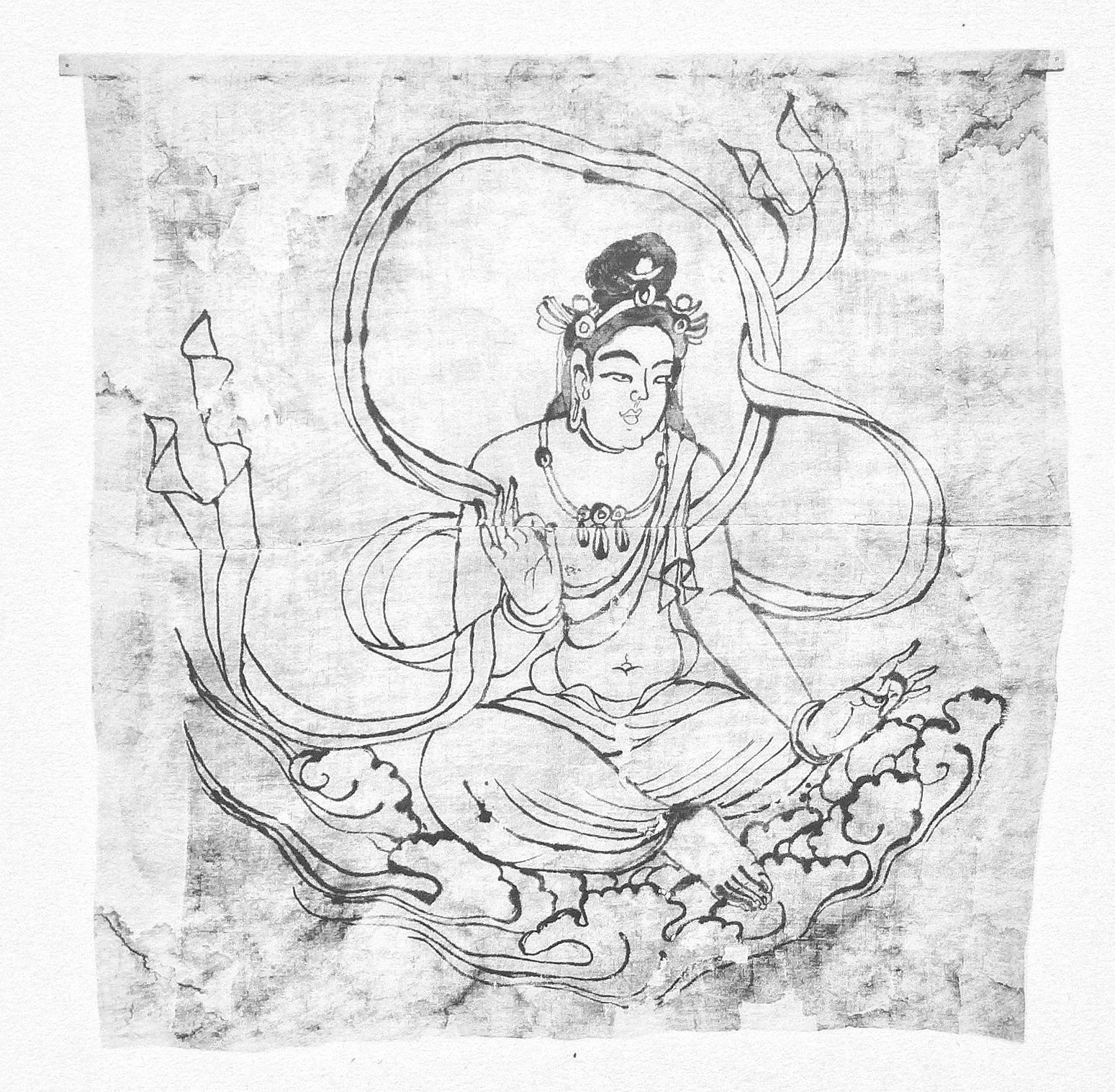
麻布菩薩 正倉院

飛鳥時代については、仏教絵画に限らず、絵画の遺品そのものが僅少であり、法隆寺の玉虫厨子の壁面に表された絵画や、中宮寺の天寿国繡帳のような工芸遺品の意匠から当時の絵画を偲ぶほかない。これらの遺品を見ると、当時の絵画は中国六朝様式の影響が濃い、簡明な様式のものであったと推定される。
奈良時代に入っても現存する絵画遺品はあまり多くない。薬師寺吉祥天像などのわずかに残る遺品を見ると、この時代の仏教絵画は、同時代の他の造形作品と同様、中国・唐の影響が強い。法隆寺金堂壁画は鉄線描と呼ばれる強い線描と濃い陰影表現が特色で、その様式の源流はインドや西域（中央アジア）の絵画にあると見なされている。法隆寺金堂壁画のうち大壁の壁画12面は1949年の火災で焼損し、小壁の飛天の壁画20面のみが焼損を免れている。
この時期の代表的作品として以下のものがある。
- 玉虫厨子(法隆寺)、飛鳥時代
- 法隆寺金堂壁画：1949年（昭和24年）焼損（小壁の飛天の壁画20面のみ焼損を免れる。）、奈良時代初期
- 麻布菩薩（正倉院）、奈良時代
  - 1981年（昭和56年）1月20日発売の30円はがきの料額印面の意匠になった。
- 吉祥天像（薬師寺）、奈良時代
- 法華堂根本曼荼羅（ボストン美術館）、奈良時代

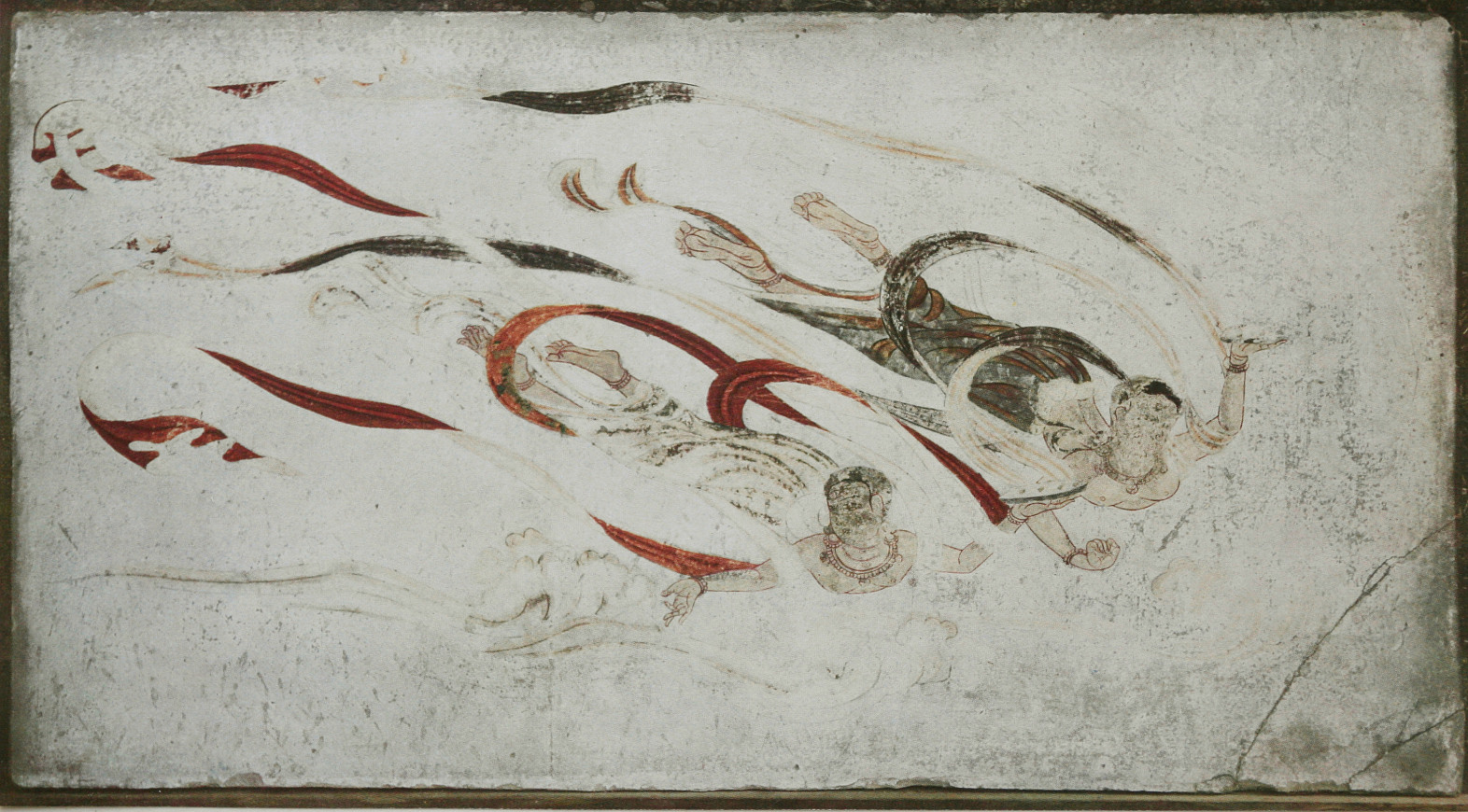
法隆寺金堂壁画のうち小壁飛天図

### 平安時代
奈良時代から密教系の仏像は制作されていたが、密教の受容は断片的なものであった。平安時代初期の9世紀になると空海、最澄らの僧が相次いで入唐（中国・唐へ留学）し、日本へ系統的な密教を伝えた。彼ら入唐僧はまた、両界曼荼羅（両部曼荼羅ともいう）などの密教図像を数多く日本へもたらし、これらはその後の日本の仏教絵画に深い影響を与えることとなった。両界曼荼羅は密教の世界観を象徴的に表したもので、空海が将来した原本は残っていないが、神護寺の通称・高雄曼荼羅は空海の時代に制作されたもので、空海将来の原本に近いものとされている。両界曼荼羅はその後の時代にも引き続き多く制作されている。その他、密教の修法に用いるための各種の曼荼羅や仏画が制作された。
平安時代後期になると、源信の『往生要集』などの影響で、阿弥陀如来の住する西方極楽浄土への再生を願う浄土信仰が広まり、また、現世を仏法の衰えた末法の世とする末法思想が広まった。こうした関係で、この時代には阿弥陀如来来迎図、浄土図などが盛んに制作された。
- 浄土三曼荼羅（浄土変相図）
  - 当麻曼荼羅
  - 智光曼荼羅
  - 清海曼荼羅

また、宮廷、貴族を中心に法華経への信仰が高まり、法華経信者を護持するとされる普賢菩薩の像が盛んに作られた。この時代は日本の文化全体が中国の強い影響を次第に脱して和風化が進んだ時代であり、仏画にもその傾向が見られる。平安時代末期の12世紀は日本仏教絵画史のピークの1つで、東京国立博物館所蔵の普賢菩薩像をはじめ、金銀の箔や切金を多用した貴族的、耽美的な作品が数多く作られた。法華経を始めとする経典の中には華麗な彩色や金銀箔で料紙を装飾し、紐や軸にまで贅を凝らした、いわゆる装飾経の遺品がある。これらの経典の見返し絵もこの時代の仏教絵画として注目される。
代表作：
- 前期
  - 両界曼荼羅（高雄曼荼羅）（神護寺）
  - 両界曼荼羅（伝・真言院曼荼羅）（東寺）
  - 真言七祖像の龍猛、龍智像（他五点は唐画）（東寺）
  - 十二天像（奈良・西大寺）
  - 不動明王像（黄不動）（園城寺）
- 後期
  - 普賢菩薩像（東京国立博物館）
  - 十二天像（東寺伝来・京都国立博物館蔵）
  - 仏涅槃図（高野山・金剛峯寺）
  - 阿弥陀聖衆来迎図（高野山・有志八幡講）
  - 平等院鳳凰堂壁画（平等院）
  - 平家納経の見返し絵（厳島神社）

また、平安時代後期に盛んに製作されるようになった絵巻物の中にも、寺院の開山縁起や高僧の伝記のような仏教を題材としたものが見られる。
代表作：
- 信貴山縁起絵巻
- 粉河寺縁起絵巻

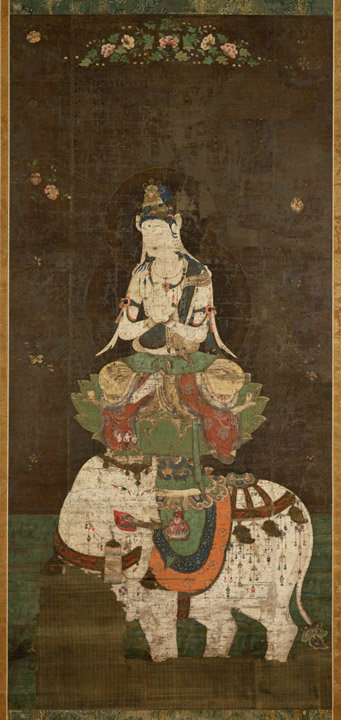
普賢菩薩像（東京国立博物館）
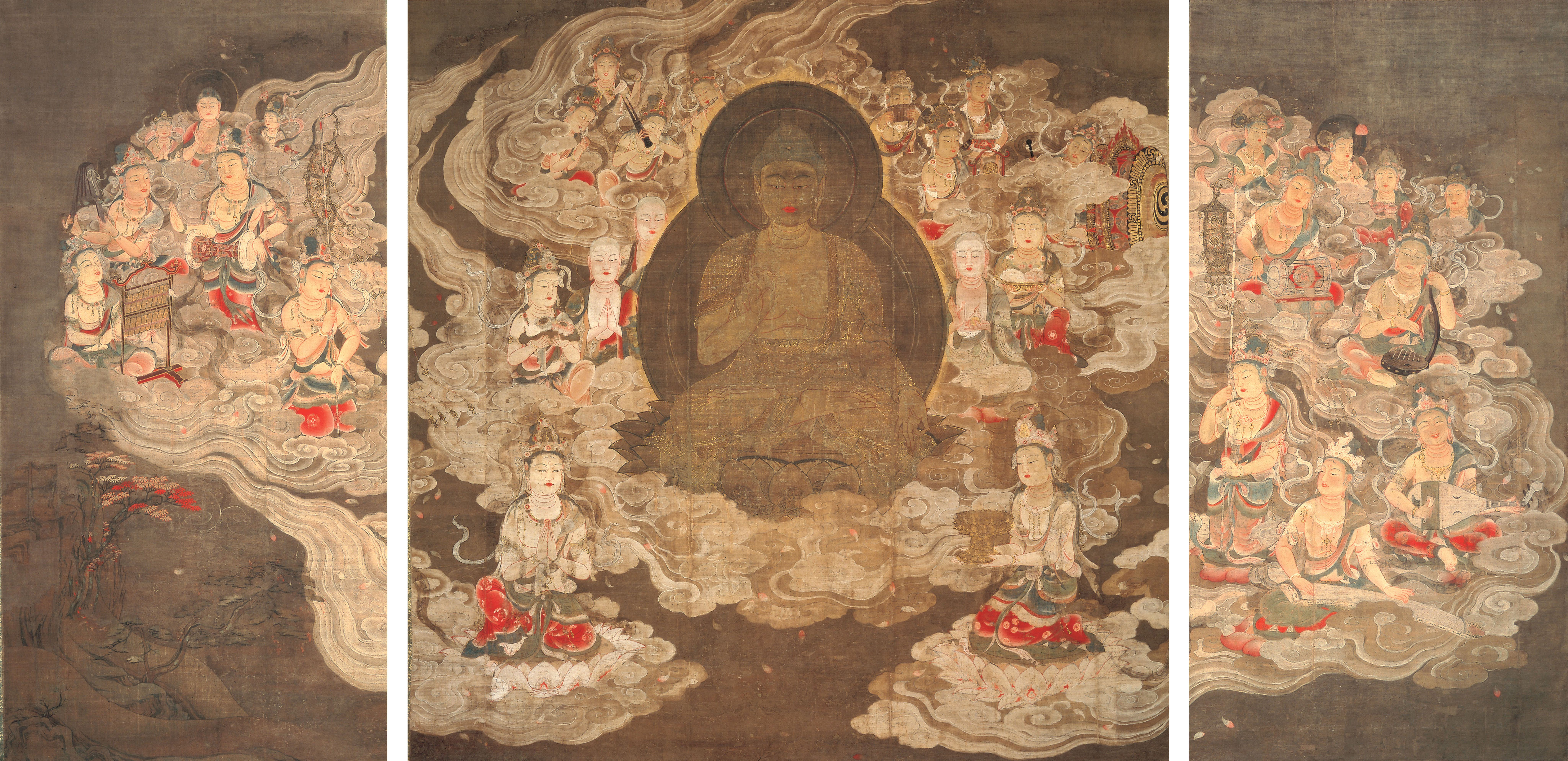
阿弥陀聖聚来迎図（3幅のうち中幅、高野山有志八幡講）
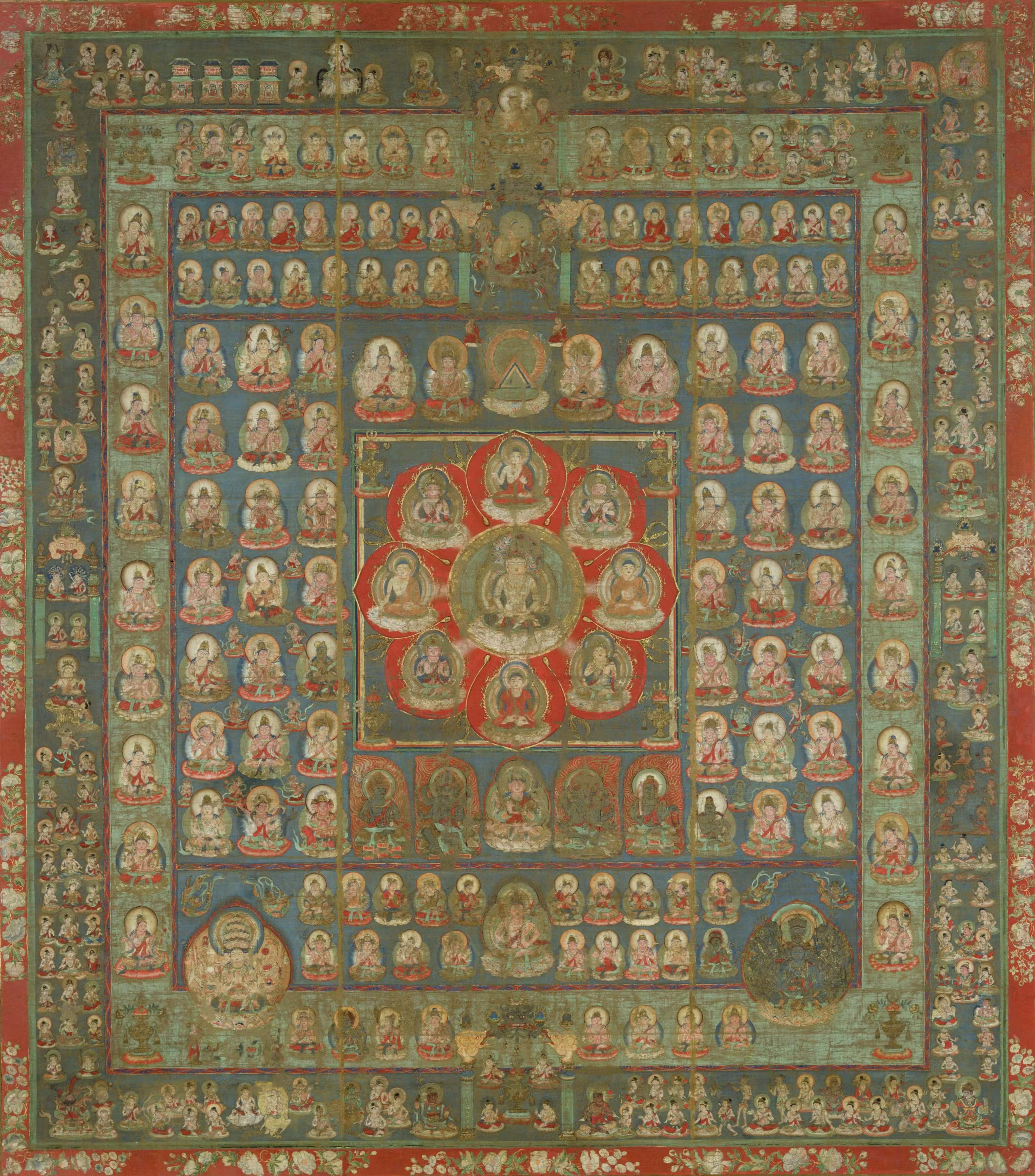
両界曼荼羅のうち胎蔵曼荼羅（伝・真言院曼荼羅、東寺）
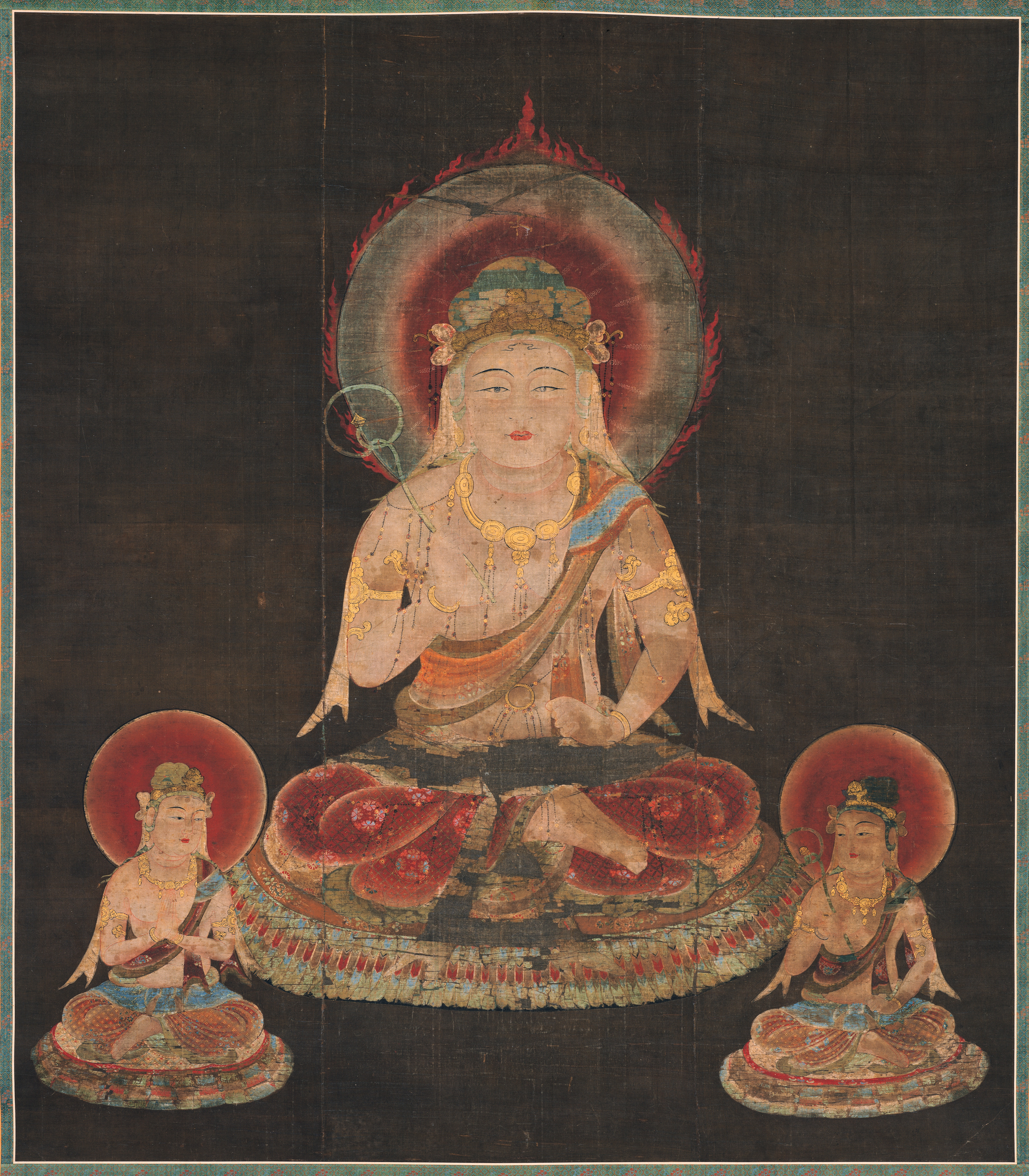
十二天のうち水天（京都国立博物館蔵、東寺伝来）

### 鎌倉時代
この時代には前代に引き続き来迎図や装飾経なども制作されているが、六道輪廻思想を背景とした六道絵、亡者を裁く冥界の王たちを描いた十王像、日本の神を仏教の仏が姿を変えたものとする本地垂迹説に基づく垂迹画など、新しいジャンルが現れた時代でもあり、仏教絵画の内容は多彩になった。祖師からの嗣法を重視する禅宗では祖師像を仏像と同様に尊重した。禅宗特有の形式による祖師像を頂相（ちんそう）と言い、大徳寺の大燈国師像などがこの時代の代表作である。この時代の仏画は、平安時代のものに比べて一般に墨線を強調する傾向があり、様式的には中国・宋の影響が強い。

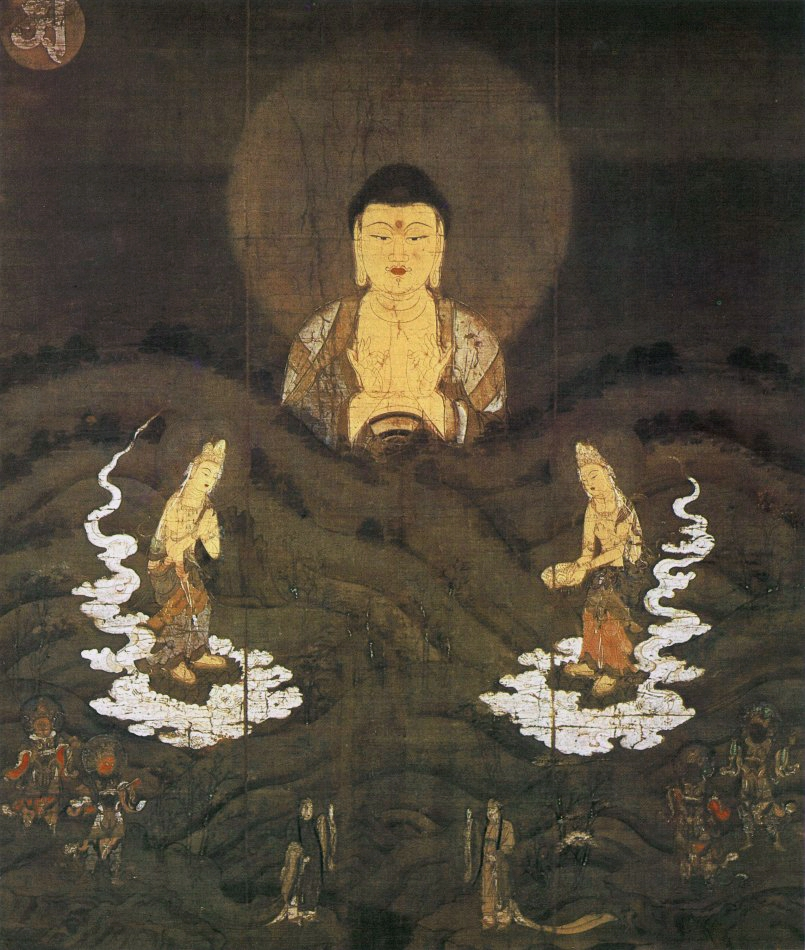
山越阿弥陀図（京都・禅林寺）
- 阿弥陀二十五菩薩来迎図（早来迎）（知恩院）
- 達磨図（山梨・向嶽寺）
- 大燈国師像（大徳寺）
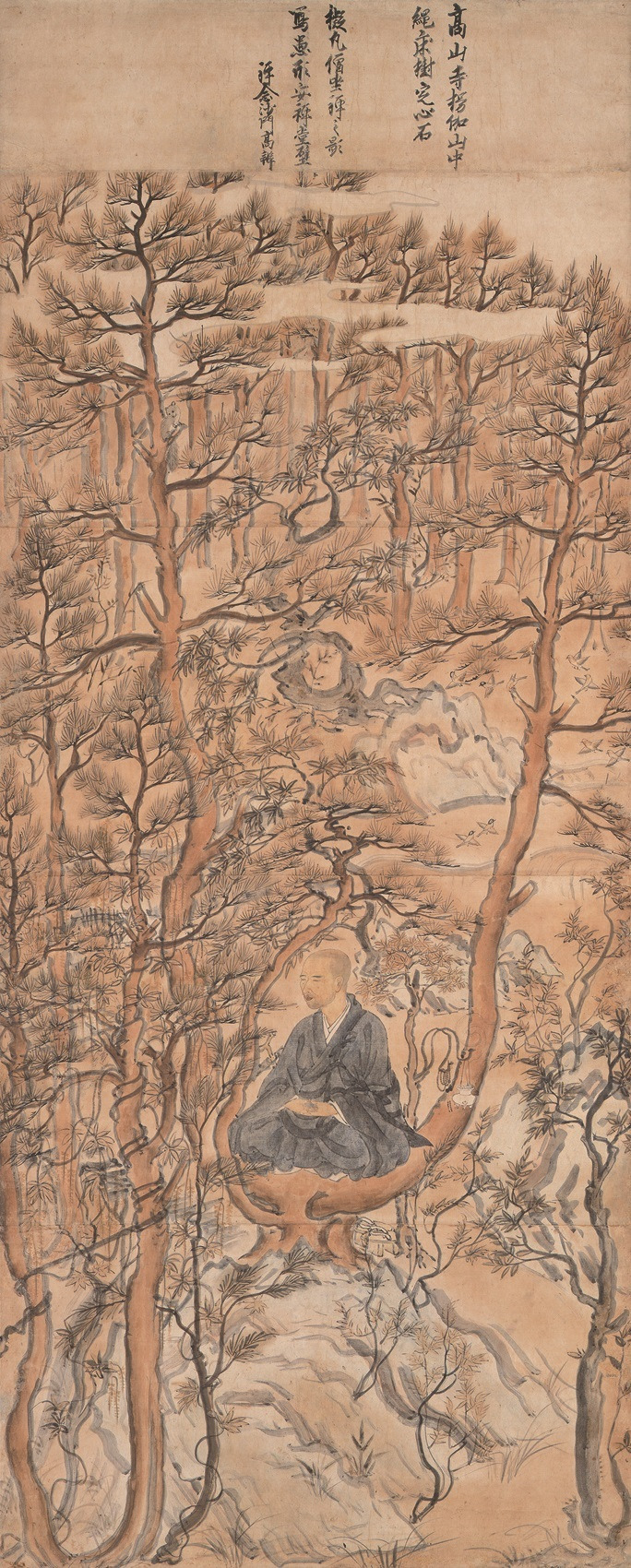
明恵上人樹上坐禅図（高山寺）
- 法然上人絵伝（知恩院）
- 一遍上人絵伝（清浄光寺）
- 六道絵（滋賀・聖衆来迎寺）

- 山越阿弥陀図（禅林寺）
- 明恵上人樹上坐禅図（高山寺）

### 室町時代
この時代は、足利将軍家が禅宗を保護したことから前代にもまして禅宗が盛んになり、水墨による羅漢図、観音図などが盛んに制作された。東福寺に住した画僧・明兆（みんちょう）はこの時代を代表する作者で、彩色画、水墨画共に多くの作品がある。
- 明兆　聖一国師像（東福寺）

### 近世以降
近世にも仏教絵画は多数制作されるが、この時代には形の上では障壁画、屏風絵、ジャンルの上では文人画、琳派、円山四条派、浮世絵など様々な絵画が制作され、仏教絵画は絵画史の主流であったとは言いがたい。ただ、この時代にも復古大和絵派の冷泉為恭（れいぜいためちか）や「五百羅漢図」を描いた狩野一信のように優れた仏画を残した作家もいる。
明治時代には岡倉覚三（天心）の指導を受けた日本美術院系統の画家によって多くの古い仏画の模写が行われ、また新しい仏画が描かれた。狩野芳崖の悲母観音図（東京芸術大学蔵）はその代表作といえよう。